# 地質断面図
地質断面図（ちしつだんめんず、英語: Geologic Cross Section）は、地質学などで用いられる模式図の1つで、特定の線間で垂直に切断した地質構造の断面を示すものである。

## 概要
地形の線を描くことは地形断面図と同一であるが、地質断面図ではこれに地下の地質構造を描く。「断面線」と呼称される線に沿うようにその地下構造を描き、これは平面の地質図と合わせて用いることにより、三次元的な地質構造を理解することが可能となっている。作図を行う際は露頭観察やボーリング調査などによって得られた情報に加え、その土地の過去の堆積環境や年代、平面地質図を活用する。また作図中に平面地質図との矛盾が発生する場合があるため、場合によっては平面地質図を修正しつつ作図を行う。一般にボーリング調査などのデータは多いほど精度の高い地質断面図が作成可能であり、トンネル掘削時などにおいてはルート決定時の参考資料となる。
鴨井 (2009)によると、これの作図は資料の量と作成者によって大きく異なるものとなりうるものであり、特に作成者はある程度の経験と観察力を必要とするものであるとされている。これは完全な地質構造を実際に観察することがほぼ不可能であり、また行ったとしてもそれ以外の場所の断面図を求めたい場合は、推察によって結果が得られている場所と場所とを接続する必要があるためである。

### 水平断面図
ここまでは空間を縦に切る鉛直断面図について説明してきたが、この節においては空間を横に切る水平断面図について説明する。ダム建設においては水平断面図を作成することがあり、トンネル掘削においても必要とされる場合が存在する。

## 作図方法
作図に必要な情報取得方法については前節で述べたため、この節では代表的な作図法について述べる。

### 手書きでの作図
まず、地質断面図の作成対象となる断面の位置を決定したのち、断面線をもとに地形断面図を作成し、その地形断面図に地層境界を記入していくことで、地質断面図を作成することができる。

#### バスク図法

バスク図法の例

地質断面図の作図方法としてバスク図法（Busk method）が挙げられる。バスク図法は、複数の円弧を用いて地層の境界を表現する。
走向・傾斜の測定地に対応する地形断面図の地点に傾斜線を書き込み、その後、それぞれの傾斜線の垂線をひいたうえで隣接する測定地に対応する垂線の交点を作図する。先の作業で作図された扇形の内部で、垂線の交点を中心とし、地層境界の所在地に対応する地形断面図の点を通る円弧を作図し、その後は隣接する円弧で同様に地層境界の線を引いていくことで、地質断面図を作成できる。
この方法は、堆積岩地域での地質断面図を作成するときに利用できる。

真の傾斜と見かけの傾斜

なお、地層境界の走向と断面線の方向は常に直交するわけではない。このとき、断面図上で表示される傾斜角（見かけの傾斜角）は真の傾斜角より小さくなり、見かけの傾斜角は、真の傾斜角と、傾斜面の走向と断面線のなす角度をもとに求めることになる。

### GISソフトウェアを用いた作図
GRASS GISを用いた方法では、地質構造体の予測を空間中の点について繰り返すことによって作図可能であることが升本 et al. (2000)において示されている。